# ナレースワン大学
ナレースワン大学（英語: Naresuan University、公用語表記: มหาวิทยาลัยนเรศวร）は、ピッサヌローク県に本部を置くタイ王国の国立大学。1967年創立、1990年大学設置。

## 概要
前身のシーナカリンウィロート大学ピサヌローク分校が教員養成大学として1967年1月に創立。現在は、3つの学群（医療系・理系・文系）に分かれた構成となっている。1985年より日本語教育が実施されている。現在は、人文学部内に日本語学科が設置されている。

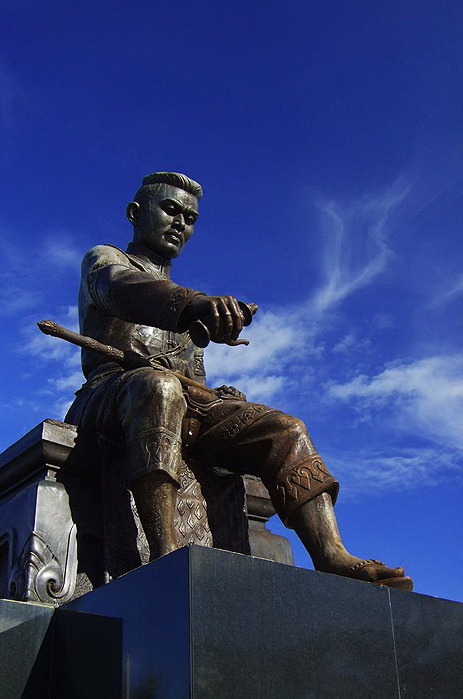
ナレースワン大王像

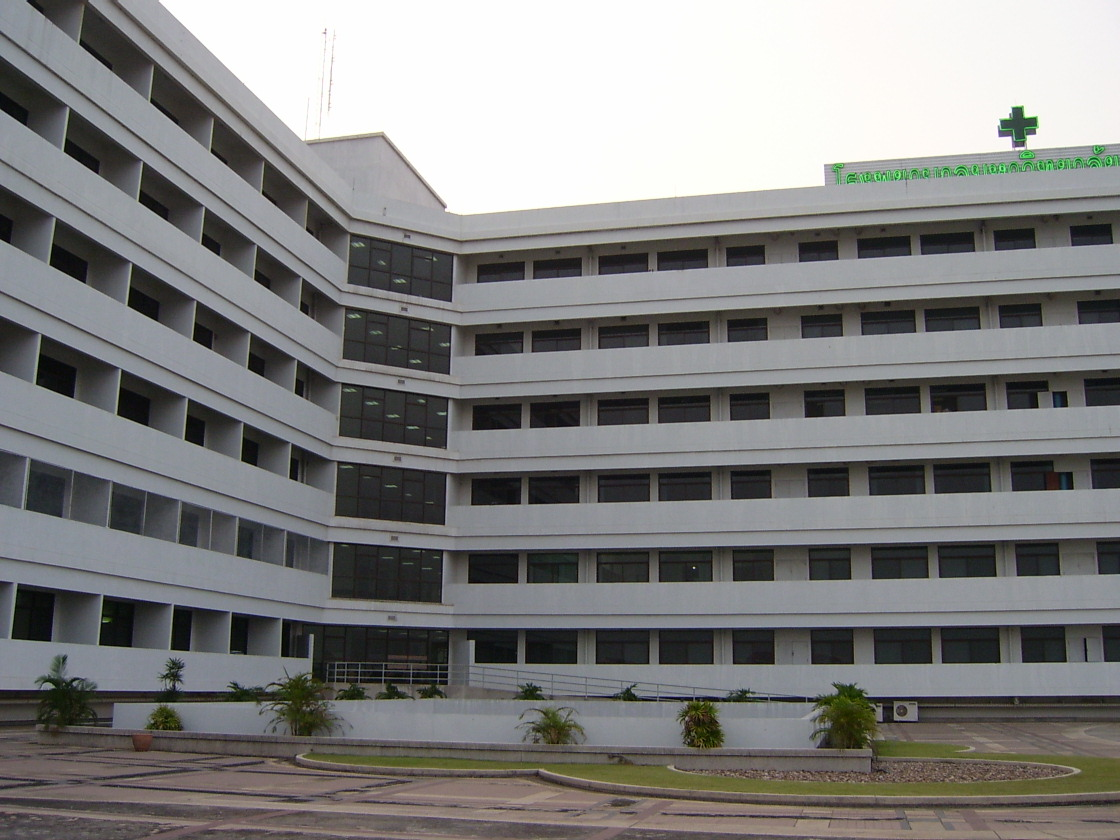
ナレースワン大学病院

## 沿革
- 1967年1月 前身のシーナカリンウィロート大学ピサヌローク分校として創立（教育学部）。
- 1980年 人文学部と社会学部が統合し人文社会科学部。
- 1990年 ナレースワン大学に改称。
- 1992年 薬学部を開設。
- 1993年 農業・資源・環境学部を開設。
- 1994年 工学部
- 1995年 医学部を開設。
- 1996年 工学部内に建築コースがスタート。
- 2000年 看護学部、連合健康科学部を開設。
- 2001年10月 建築学部を開設。
- 2003年 法学部を開設。
- 2003年 人文社会科学部から社会科学部が分離。
- 2003年 人文社会科学部からアートコース、デザインコースが建築学部へ改組。

## 学部・大学院
- 医療系学群
  - 連合健康科学部
  - 歯学部
  - 医科学部
  - 医学部[2]
    - ナレースワン大学病院（英語版）

  - 看護学部
    - 看護学科

  - 薬学部
  - 公衆衛生学部

- 文系学群
  - 教育学部
  - 人文学部
  - 法学部
  - 経営経済学部
    - 経営学科
    - 観光学科
    - 経済学科
    - 会計学科
    - 通信芸術学科

  - 社会科学部
    - 心理学科
    - 歴史学科
    - 社会学・人類学科
    - 政治学・行政学科

- 理系学群
  - 農業・資源・環境学部
  - 建築学部
    - 建築学科
    - アート・デザインコース

  - 工学部
    - 土木工学科
    - 生産工学科
    - 機械工学科
    - 電気コンピュータ工学科

  - 理学部
    - 数学科
    - 化学科
    - 物理学科
    - コンピュータサイエンス・情報技術学科

## 対外関係
- 昌原大学校
- 東西大学校
- ソウル市立大学校
- 国立中正大学
- 国立中山大学
- 慈済大学
- コロンボ大学
- ケラニヤ大学
- San Sebastian College-Recoletos

### 日本における協定校
- 北海道大学 文学部・文学院・文学研究院
- 麗澤大学
- 拓殖大学
- 信州大学
- 新潟大学
- 愛知大学
- 島根大学
- 金沢大学
- 大阪国際大学短期大学部

部局間学術交流協定
- 歯学部
  - 東京医科歯科大学 歯学部